# Sainte-Radégonde

Sainte-Radégonde este o comună în departamentul Vienne, Franța. În 2009 avea o populație de 144 de locuitori.